# Fabio Pittorru
Fabio Pittorru (Ferrara, 24 agosto 1928 – Ferrara, 4 settembre 1995) è stato uno sceneggiatore, regista e scrittore italiano.

## Biografia
Di origine sarda, nasce a Ferrara ed è, nel dopoguerra, attivissimo animatore della vita culturale della città emiliana assieme a Massimo Felisatti, Guido Fink, Florestano Vancini, Massimo Sani e Renzo Ragazzi ove nasce il Filò presso la osteria Croce Verde animato da Ervardo Fioravanti. Attivo nel settore del giornalismo locale di sinistra, inizia un'attività di documentarista (dirige il mediometraggio Uomini contro il Po che documenta l'alluvione del 1951) che ne caratterizza la vocazione cinefila. 
Si stabilisce a Roma verso la metà degli anni '60 per dedicarsi all'attività di scrittore in coppia con Felisatti (Violenza a Roma, da cui verrà tratto il film di Mario Caiano ...a tutte le auto della polizia... e La madama, da cui Duccio Tessari ricaverà nel 1975 l'omonimo film). la coppia Felisatti-Pittorru diventa un marchio di fabbrica importante per un genere, il giallo italiano, ritenuto poco trainante per l'editoria nostrana. Accanto a questa attività di successo inizia un'intensa attività di soggettista e sceneggiatore sia dei film tratti dai suoi romanzi che di altri (La violenza: Quinto potere di Vancini, Mussolini ultimo atto di Carlo Lizzani, La dama rossa uccide sette volte di Emilio P. Miraglia, Quando gli uomini armarono la clava e... con le donne fecero din don di Bruno Corbucci e fra gli altri un singolare film interpretato nel 1977 da Carlos Monzón: El Macho).
Lavora inoltre per la televisione, sempre con Felisatti, realizzando tra il 1973 ed il 1975 la fortunata serie poliziesca Qui squadra mobile antesignana delle moderne fiction ambientate nei commissariati italiani.
Nel 1975 dirige, con la co-regia di Renzo Ragazzi, il suo unico film (Amore mio spogliati... che poi ti spiego!) con Enzo Cerusico, Umberto D'Orsi, Silvia Dionisio e Valeria Fabrizi, superficiale commedia con venature erotiche che non aiuta la sua fama di professionista serio del cinema e della televisione. Proprio per il piccolo schermo continua incessantemente a lavorare (Arabella, Un uomo in trappola, Le terre del Sacramento, Il garofano rosso) come sceneggiatore soprattutto di gialli.
Nel 1976 è autore, insieme a Felisatti, della trama dello sceneggiato giallo televisivo Albert e l'uomo nero, con Nando Gazzolo, Claudio Cinquepalmi, Maria Grazia Grassini e Franco Graziosi, ambientato nel ravennate ed andato in onda in tre puntate con grande successo di pubblico.
Sempre nel 1976, Pittorru e Felisatti creano la figura del commissario Cremonesi, che sarà interpretato da Nino Castelnuovo, per la trasmissione Chi? abbinata alla Lotteria Italia della stagione '76/'77. Cremonesi sarà il protagonista di brevi episodi gialli di mezz'ora, alla fine dei quali i tre concorrenti partecipanti alla puntata della settimana dovranno rispondere ad alcune domande circa l'identità del colpevole e gli indizi. Cremonesi va in onda una settimana sì e una no alternandosi con il commissario Serra, creato da un'altra grande coppia di giallisti italiani, Casacci e Ciambricco, ed interpretato da Alberto Lupo. Sia i gialli con Cremonesi sia quelli con Serra hanno un cast fisso in ogni episodio. L'ultima puntata dal titolo Stasera alle undici, abbinata alla finale della Lotteria Italia, dura 60 minuti, viene scritta insieme dalle due coppie di giallisti e vede impegnati entrambi i commissari ed i cast.
Prosegue inoltre con la sua attività di scrittore giallista anche senza Felisatti (La pista delle volpi) ma, a differenza del fraterno amico e compagno di tanti lavori, scrive anche svariate e minuziose biografie di personaggi storici (Torquato Tasso, Agrippina imperatrice) oltre al romanzo Ciano. I giorni contati.
È deceduto a Ferrara nel 1995.

## Filmografia

### Regista
- Comacchio piange – documentario (1951)
- Uomini contro il Po – documentario (1952)
- La spiaggia sul fiume – documentario (1952)
- Amore mio spogliati... che poi ti spiego!, regia di Fabio Pittorru e Renzo Ragazzi (1975) - anche soggetto e sceneggiatura

### Sceneggiatore

#### Cinema
- L'ultimo formichiere, documentario, regia di Renzo Ragazzi (1959)
- I mustri, documentario, regia di Renzo Ragazzi (1960)
- La Ferrara di Giorgio Bassani, documentario, con Massimo Felisatti, regia di Renzo Ragazzi (1962)
- Possessione Cantelli, documentario, con Massimo Felisatti, regia di Renzo Ragazzi (1962)
- Chiamata a scirocco, documentario, con Massimo Felisatti, regia di Renzo Ragazzi (1963)
- Vocazione, documentario, regia di Renzo Ragazzi (1965)
- Il primo premio si chiama Irene, documentario, regia di Renzo Ragazzi (1969)
- Violenza al sole - Una estate in quattro, regia di Florestano Vancini (1969)
- Concerto per pistola solista, regia di Michele Lupo (1970)
- Quando gli uomini armarono la clava e... con le donne fecero din don, regia di Bruno Corbucci (1971)
- La notte che Evelyn uscì dalla tomba, regia di Emilio P. Miraglia (1971) - anche soggetto
- La violenza: quinto potere, regia di Florestano Vancini (1972)
- La dama rossa uccide sette volte, regia di Emilio P. Miraglia (1972) - anche soggetto
- Fiorina la vacca, regia di Vittorio De Sisti (1972) - anche soggetto
- Abuso di potere, regia di Camillo Bazzoni (1972) - anche soggetto
- Mussolini ultimo atto, regia di Carlo Lizzani (1974) - anche soggetto
- Il corpo, regia di Luigi Scattini (1974) - anche soggetto
- La polizia accusa: il Servizio Segreto uccide, regia di Sergio Martino (1975) - anche soggetto
- ...a tutte le auto della polizia..., regia di Mario Caiano (1975) - anche soggetto
- Ondata di piacere, regia di Ruggero Deodato (1975)
- La madama, regia di Duccio Tessari (1976) - anche soggetto
- El Macho, regia di Marcello Andrei (1977) - anche soggetto
- Nove ospiti per un delitto, regia di Ferdinando Baldi (1977) - anche soggetto
- La signora ha fatto il pieno, regia di Juan Bosch (1978)
- La vita è bella, regia di Grigori Chukhrai  (1979)

#### Televisione
- Le terre del Sacramento, dal romanzo di Francesco Jovine, sceneggiatura di Massimo Felisatti e Fabio Pittorru, regia di Silverio Blasi, 5 puntate, dal 23 agosto al 20 settembre 1970.
- Delitto di regime - Il caso Don Minzoni, soggetto e sceneggiatura di Massimo Felisatti e Fabio Pittorru, regia di Leandro Castellani, 2 puntate, dal 24 aprile al 1 maggio 1973.
- Qui squadra mobile, sceneggiatura di Massimo Felisatti, Fabio Pittorru e Anton Giulio Majano, regia di Anton Giulio Majano, 6 episodi, dall'8 maggio al 12 giugno 1973.
- Boezio e il suo re, sceneggiatura di Italo Alighiero Chiusano e Fabio Pittorru, regia di Piero Schivazappa, 2 puntate, 30 gennaio e 3 febbraio 1974.
- Gli strumenti del potere. 1925-1926: la dittatura fascista, soggetto e sceneggiatura di Massimo Felisatti e Fabio Pittorru, regia di Marco Leto, 3 puntate, dal 24 aprile al 1 maggio 1975.
- Albert e l'uomo nero, originale televisivo di Massimo Felisatti e Fabio Pittorru, regia di Dino Bartolo Partesano, 3 puntate, dal 21 al 28 marzo 1976.
- Qui squadra mobile, sceneggiatura di Massimo Felisatti, Fabio Pittorru e Anton Giulio Majano, regia di Anton Giulio Majano, 6 episodi, dal 7 settembre al 12 ottobre 1976.
- Chi?, 6 episodi sceneggiati da Massimo Felisatti e Fabio Pittorru, regia di Guido Stagnaro, dal 17 ottobre al 26 dicembre 1976.
- Il garofano rosso, dal romanzo omonimo di Elio Vittorini,  sceneggiatura di Massimo Felisatti, Fabio Pittorru e Piero Schivazappa, regia di Piero Schivazappa, 3 puntate, dall'11 al 25 novembre 1976.
- Il superspia, originale televisivo di Fabio Pittorru, regia di Eros Macchi, 3 puntate, dal 22 maggio al 5 giugno 1977.
- Tecnica di un colpo di stato: la marcia su Roma, sceneggiatura di Massimo Felisatti e Fabio Pittorru, regia di Silvio Maestranzi, 4 puntate, dal 15 dicembre 1978 al 5 gennaio 1979.
- Accadde ad Ankara, originale televisivo di Fabio Pittorru, regia di Mario Landi, in 3 parti, dal 6 al 13 marzo 1979.
- La commediante veneziana, dal romanzo di Raffaele Calzini, sceneggiatura di Fabio Pittorru, regia di Salvatore Nocita, 5 puntate, dal 15 aprile al 13 maggio 1979.
- L'enigma delle due sorelle, sceneggiatura di Fabio Pittorru, regia di Mario Foglietti, 4 puntate, dal 17 gennaio al 17 febbraio 1980.
- Arabella, dal romanzo di Emilio De Marchi, sceneggiatura di Fabio Pittorru, Emanuele Vacchetto e Vittorio Bonicelli, regia di Salvatore Nocita, 5 puntate, dal 5 ottobre al 2 novembre 1980.
- Bambole: scene di un delitto perfetto, sceneggiatura di Fabio Pittorru, Lucio Battistrada e Alberto Negrin, regia di Alberto Negrin, 3 puntate, dal 9 al 23 novembre 1980.
- Accadde a Zurigo, sceneggiatura di Fabio Pittorru e Davide Montemurri, regia di Davide Montemurri, 3 puntate, dal 23 al 30 giugno 1981.
- Colpo di grazia alla sezione III, dal romanzo[5] di Sergio Casati, sceneggiatura di Fabio Pittorru, regia di Enzo Tarquini, 2 puntate, 1 e 8 agosto 1981.
- L'assassino ha le ore contate, sceneggiatura di Fabio Pittorru, regia di Fernando Di Leo, 6 episodi, prodotto dalla Rai e mai trasmesso, 1981[6].
- Il caso Murri, sceneggiatura di Fabio Pittorru, regia di Mario Ferrero, 5 puntate, dal 5 al 19 maggio 1982.
- Giallo sera, di Mario Casacci, Alberto Ciambricco e Fabio Pittorru, regia di Mario Caiano, 10 puntate, dal 22 febbraio al 26 aprile 1983.
- La verità sepolta, episodio della serie Giallo sera, sceneggiatura di Fabio Pittorru, regia di Mario Caiano, 29 maggio 1984.
- Un uomo in trappola, soggetto di Fabio Pittorru, sceneggiatura di Gianfranco Calligarich, regia di Vittorio De Sisti, 4 puntate dal 27 gennaio al 17 febbraio 1985.

## Radio
- Tre delitti per l'ispettrice Rovetta, originale radiofonico di Fabio Pittorru, regia di Carlo Di Stefano:
  - Una questione di famiglia, 6 puntate, dal 2 al 7 marzo 1981;
  - La sesta coppa di champagne, 6 puntate dal 9 al 14 marzo 1981;
  - Un caso troppo facile, 6 puntate, dal 16 al 21 marzo 1981.
- Dall'altra parte della collina ovvero Le battaglie celebri minuto per minuto, testi di Fabio Pittorru, regia di Bruno Gambarotta, 13 puntate, dal 3 ottobre al 26 dicembre 1982.

## Opere letterarie
- Fabio Pittorru e Massimo Felisatti, Violenza a Roma, Milano, Garzanti, 1973, ISBN non esistente.
- Fabio Pittorru e Massimo Felisatti, Gli strateghi di Yalta, Milano, Fabbri, 1974, ISBN non esistente.
- Fabio Pittorru, La spartizione del mondo, Milano, Fratelli Fabbri, 1974, ISBN non esistente.
- Fabio Pittorru e Massimo Felisatti, La Madama, Milano, Garzanti, 1974, ISBN non esistente.
- Fabio Pittorru e Massimo Felisatti, La prego di non mancare al delitto di questa sera, collana Gialli Garzanti 45, Milano, Garzanti, 1974, ISBN non esistente.
- Fabio Pittorru e Massimo Felisatti, La morte con le ali bianche, collana Gialli Garzanti 116, Milano, Garzanti, 1976, ISBN non esistente.
- Fabio Pittorru e Massimo Felisatti, Per vincere ci vogliono i leoni, Segrate, Mondadori, 1977, ISBN non esistente.
- Fabio Pittorru e Massimo Felisatti, Qui Squadra Mobile, Milano, Garzanti Vallardi, 1978, ISBN non esistente.
- Torquato Tasso: l'uomo, il poeta, il cortigiano, Milano, Bompiani, 1982, ISBN non esistente.
- Agrippina imperatrice: sorella di Caligola, moglie di Claudio, madre di Nerone, Firenze, Camunia, 1986, ISBN non esistente.
- Chi è senza peccato, Wilson, 1987, ISBN non esistente.
- Ciano: i giorni contati, Firenze, Leonardo, 1991, ISBN 88-355-0116-4.
- Il caso Vittoria Accoramboni, Net, 2004, ISBN 88-515-2131-X.

## Riconoscimenti
- Premio Gran Giallo Città di Cattolica
  - 1974 – Miglior giallo edito per Violenza a Roma, scritto con Massimo Felisatti